# Michael Schwald
Michael Schwald (Lörrach, 10 de marzo de 1992) es un deportista alemán que compite en tiro, en la modalidad de pistola. Ganó una medalla de bronce en el Campeonato Europeo de Tiro en 10 m de 2024, en la prueba de pistola 10 m mixto.

## Palmarés internacional
| Campeonato Europeo | Campeonato Europeo | Campeonato Europeo | Campeonato Europeo |
| Año                | Lugar              | Medalla            | Prueba             |
| ------------------ | ------------------ | ------------------ | ------------------ |
| 2024               | Győr (Hungría)     | Medalla de bronce  | Pistola 10 m mixto |